# Hyles nicaea
Hyles nicaea ist ein Schmetterling (Nachtfalter) aus der Familie der Schwärmer (Sphingidae). Die Art ähnelt dem Wolfsmilchschwärmer (Hyles euphorbiae), ist jedoch nahe mit dem Labkrautschwärmer (Hyles gallii) verwandt.

## Merkmale

### Falter
Die Falter erreichen eine Flügelspannweite von 80 bis 100 Millimetern. Sie sind dem Wolfsmilchschwärmer sehr ähnlich und haben eine annähernd gleiche Flügelmusterung: Die Vorderflügel haben eine hell gelbbraune Grundfarbe. Eine scharf abgegrenzte, keilförmige, dunkelbraune Binde parallel zum Außenrand bedeckt einen großen Teil der hinteren Hälfte der Flügel, der Außenrand ist meistens breit in der Grundfarbe gefärbt. Die Grundfärbung ist weiters durch einen größeren braunen Fleck am Flügelansatz und ein bis drei weitere, mehr oder weniger deutlich erkennbare kleinere Flecken entlang des Vorderrandes überdeckt. Die Hinterflügel besitzen einen zentralen rosafarbenen Bereich, der breit schwarz gerandet ist. Der Flügelansatz ist schwarz gefärbt, der Außenrand ist ockerbraun, am Innenrand befindet sich ein verwaschener weißer Fleck, der an den rosafarbenen Bereich angrenzt. Anders als beim Wolfsmilchschwärmer ist die Musterung von Hyles nicaea jedoch wenig variabel, lediglich die Farben variieren in ihrer Stärke. Seltener treten blass gelblich gefärbte Tiere mit einer nur schwach ausgebildeten Flügelmusterung oder rötlich gefärbte Individuen auf.

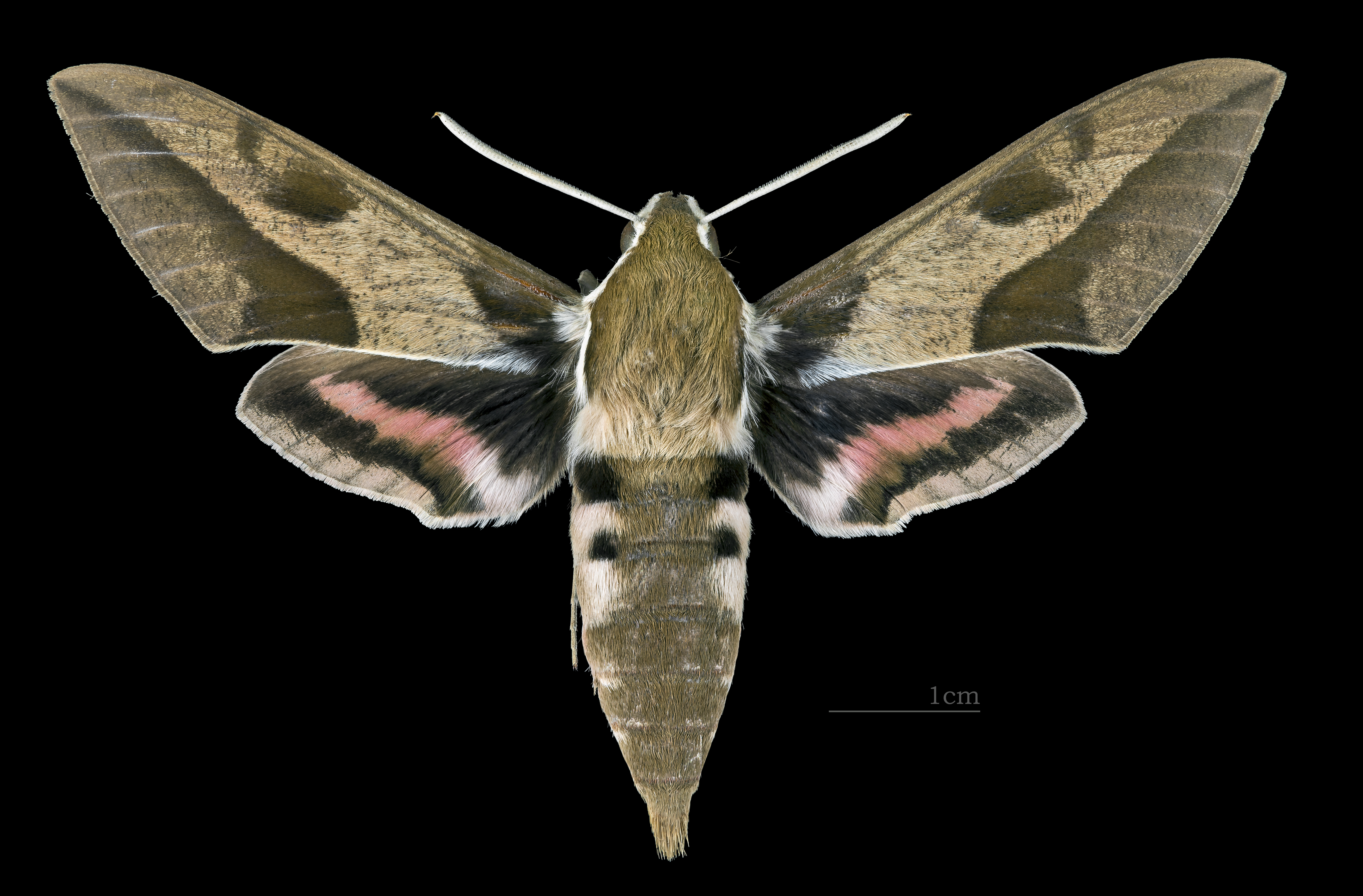
Hyles nicaea nicaea ♂
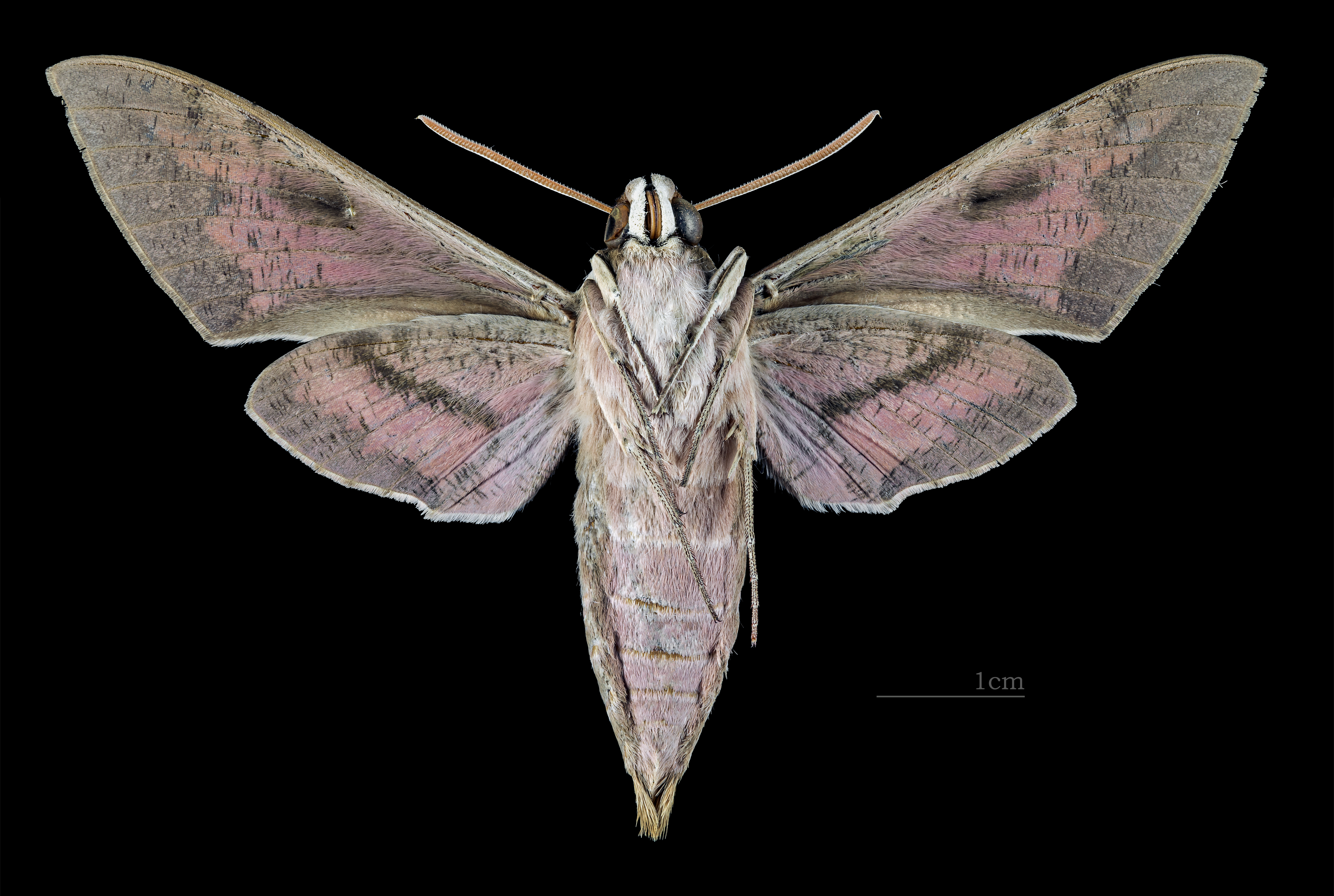
Hyles nicaea nicaea ♂   △
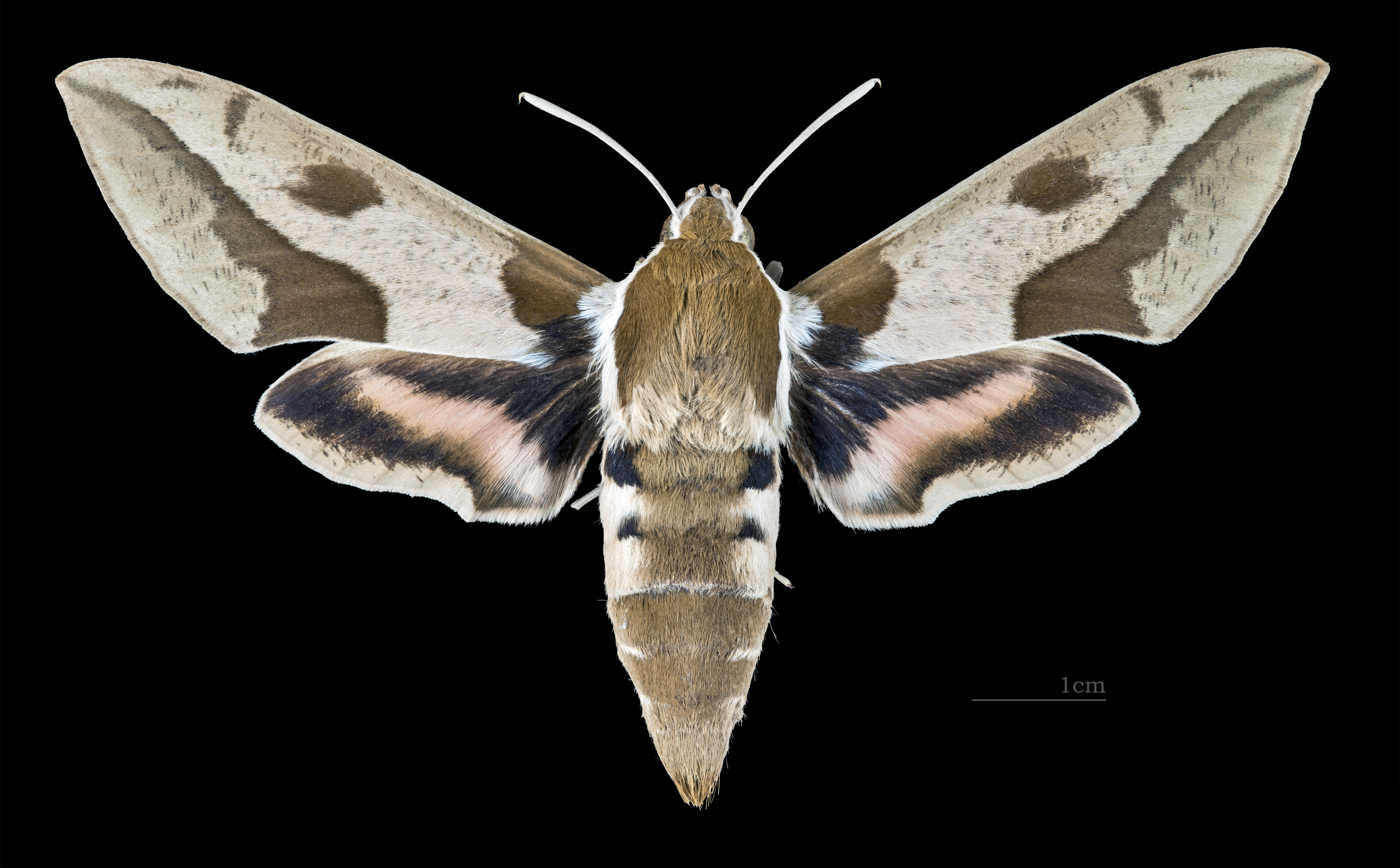
Hyles nicaea nicaea  ♀
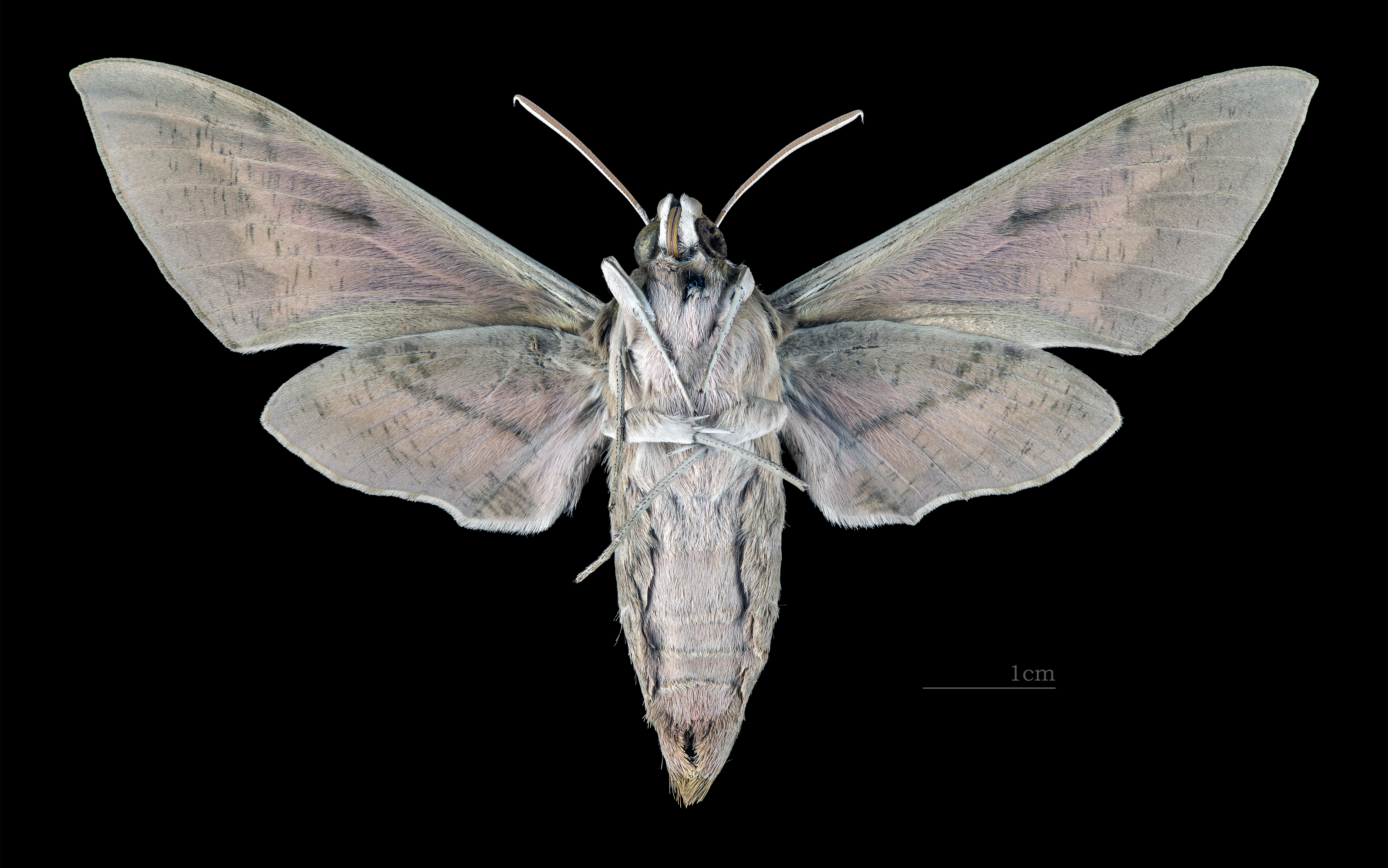
Hyles nicaea nicaea  ♀ △

### Ei
Die ovalen Eier sind 1,6 mal 1,4 Millimeter groß und haben eine glatte, blassgrün glänzende Oberfläche. Sie sehen denen des Abendpfauenauges (Smerinthus ocellatus) sehr ähnlich. Kurz vor dem Schlupf verfärben sich die Eier von grün zu golden.

### Raupe
Die Raupen werden 100 bis 120 Millimeter lang und sind in ihrer Grundfarbe variabel blass grau bis schwarz. Nach dem Schlupf sind die Raupen etwa fünf Millimeter lang und haben eine kräftige kanariengelbe Färbung und ein schwarzbräunliches Analhorn. Mit dem Fressen an den Nahrungspflanzen verfärben sich die Tiere bald apfelgrün. Diese Grundfärbung bleibt auch im zweiten Raupenstadium erhalten, hinzu kommen Längsreihen mit schwarzen Flecken. Das Analhorn und auch die Bauchseite färben sich schwarz. Im dritten Stadium bildet sich die Färbung aus, die die meisten Tiere bis zuletzt beibehalten. Sie haben nun eine blassgraue Grundfarbe mit beidseits je zwei Längsreihen von schwarzen, gelb oder rot gekernten Augenflecken, die an den Seiten des Rückens und seitlich am Körper verlaufen. Das Analhorn bleibt schwarz, eine rote Rückenlinie ist nicht ausgebildet. Gelegentlich treten mehr oder weniger komplett schwarz gefärbte Raupen mit roten Augenfleckreihen und gelbbraunen Flecken auf den Seiten des Körpers auf.

### Puppe
Die Puppe wird 45 bis 50 Millimeter lang und hat eine gelblichbraune Färbung mit feinen schwarzen Linien im Bereich der Fühler und Beine. Die Verpuppung erfolgt in einem locker gesponnenen, gelben Kokon zwischen abgestorbenem Laub und Pflanzenresten.

## Vorkommen und Verbreitung
Die Nominatunterart Hyles nicaea nicaea ist vom Süden Portugals und Spaniens über Südeuropa bis in die Türkei verbreitet. Man findet sie auch auf den Balearen und im Südwesten Bulgariens. Die Art dürfte auch im Süden Frankreichs verbreitet sein, was Beobachtungen nahe Carcassonne nahelegen. Die Verbreitung der Art auf der Iberischen Halbinsel und den Balearen ist jedoch in weiten Teilen vermutlich nicht dauerhaft, bzw. tritt die Art dort zwar weit verbreitet, aber nur selten auf. In Italien wurde die Art lediglich einmal am Passo del Cane in Ligurien nachgewiesen, Beobachtungen aus Sardinien sind nicht gesichert.
Hyles nicaea tritt mit mehreren Unterarten auf, von denen die Unterart castissima im Atlasgebirge Nordafrikas, die Unterart orientalis auf der Südlichen Krim und im Westen Transkaukasiens, die Unterart sheljuzkoi vom Libanon und dem Norden Israels bis in den Westen von Xinjiang in China und die Unterart lathyrus im Osten Afghanistans, dem Nordwesten Indiens und Xizang (Tibet) verbreitet ist.
Im Westen des Verbreitungsgebietes ist das Vorkommen der Art auf die Küstenregionen, bis in eine Höhe von rund 500 Meter beschränkt, im Osten findet man die Art auch bis in Höhen von 2000 bis 3000 Metern, in der Türkei und dem Iran sogar noch höher. Die Art ist selten und nur lokal verbreitet und tritt in manchen Gegenden ihrer Verbreitung für Jahre nicht auf. Sie besiedelt isolierte, sehr sonnige, gut drainierte Kalksteinhänge mit vereinzeltem Bewuchs von Wolfsmilch.

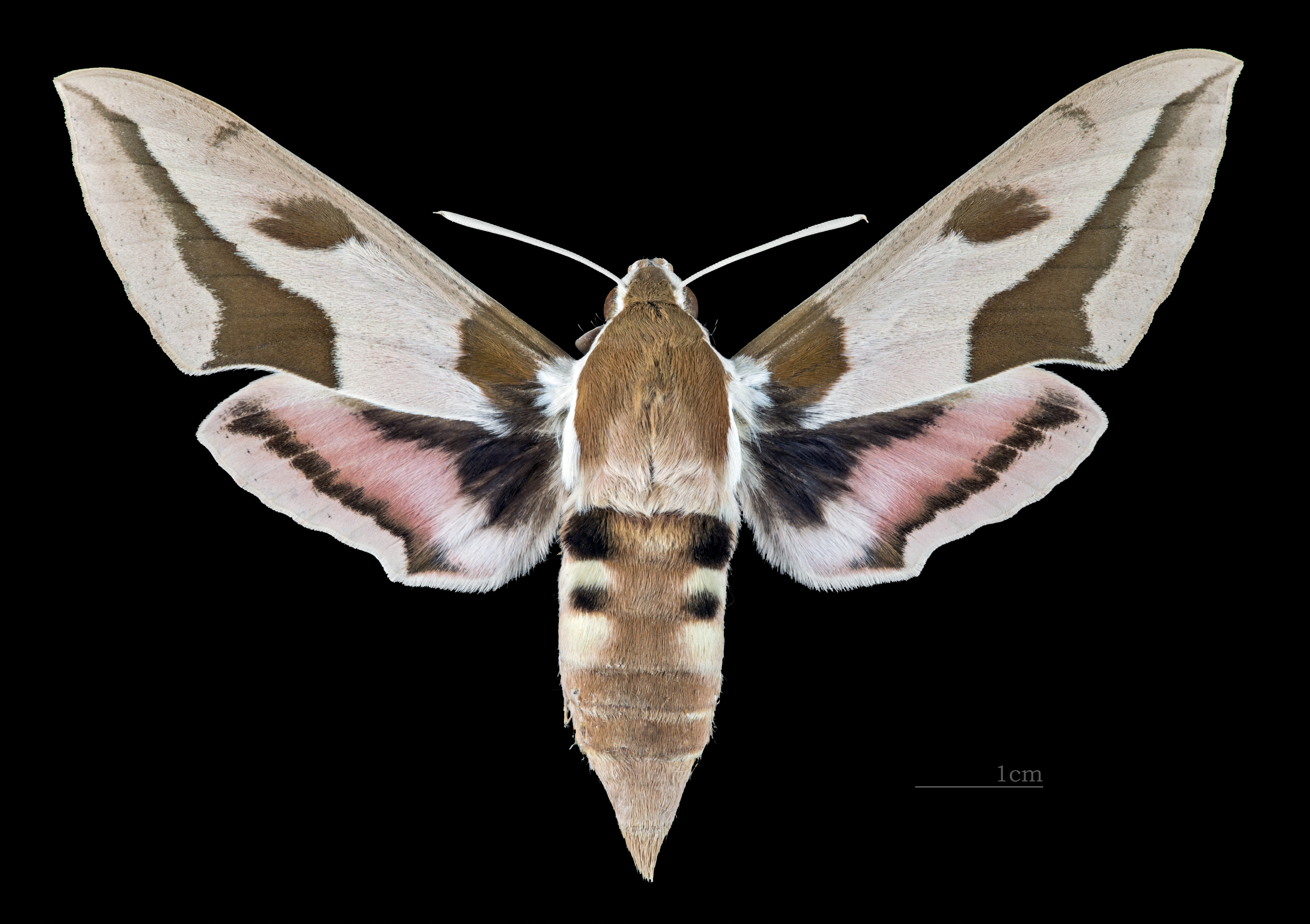
Hyles nicaea castissima  ♀
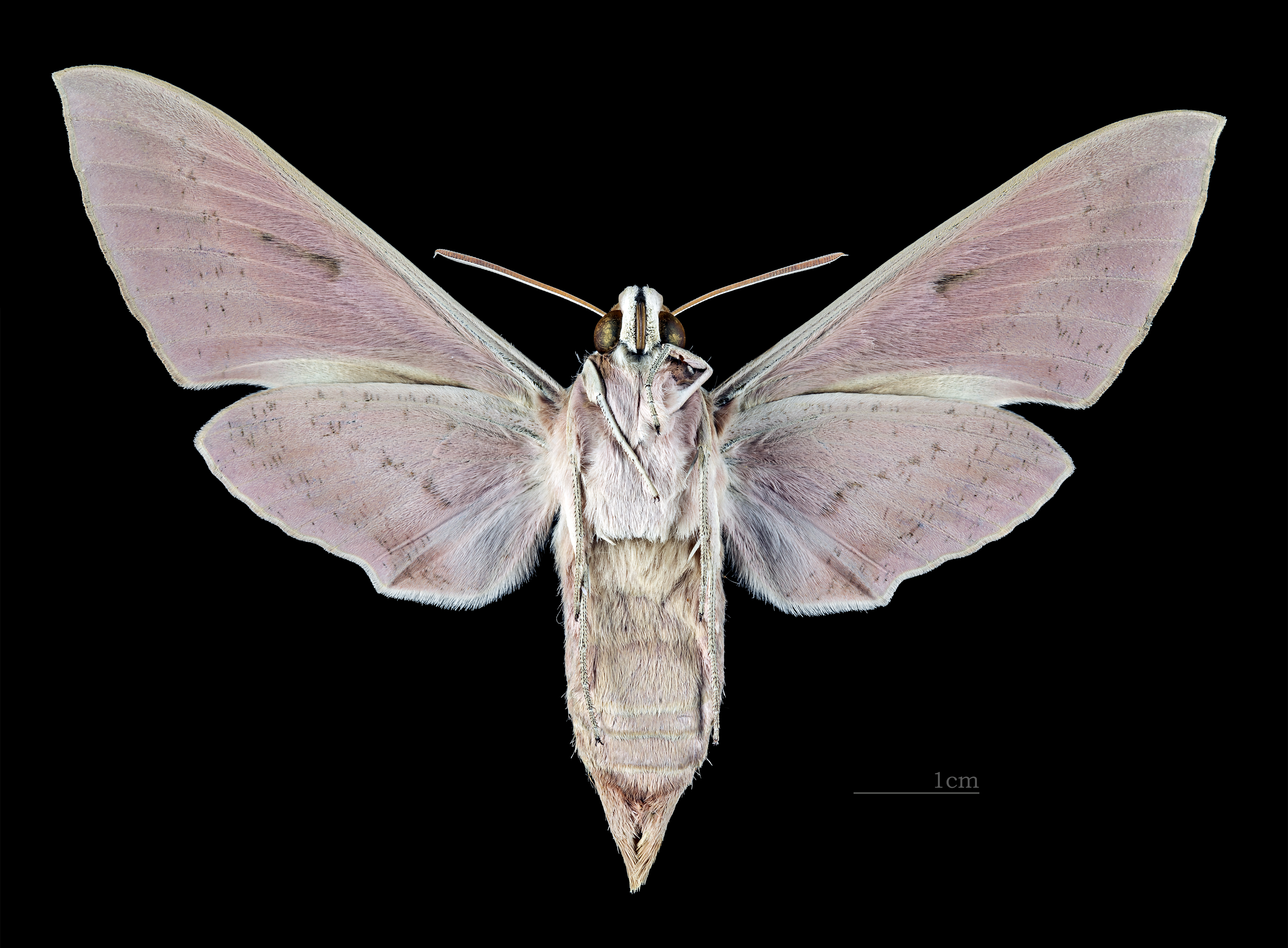
Hyles nicaea castissima  ♀ △

## Lebensweise
Anders als die anderen Arten der Gattung Hyles hat Hyles nicaea einen sehr charakteristischen, schnellen und kraftvollen Flug, der an den des Oleanderschwärmers (Daphnis nerii) erinnert. Die Falter lassen sich nachts durch künstliche Lichtquellen anlocken.
Die Raupen sitzen an ihren Nahrungspflanzen zunächst an der Mittelrippe der Blattunterseite. Wenn sie größer sind, sitzen sie schließlich auf den Stängeln, wo sie gut getarnt sind. Die Überwinterung erfolgt als Puppe.

### Flug- und Raupenzeiten
Die Falter der Nominatunterart fliegen in einer Generation im Juni, gelegentlich tritt eine unvollständige zweite Generation im August auf. Die Raupen findet man im Juli und August, einige wenige auch noch im September.
Die Unterart castissima fliegt in zwei Generationen im Mai/Juni und Ende Juli bis August. Ihre Raupen treten von Juni bis September auf. Die Unterart orientalis fliegt in einer Generation im Juni und Juli, bzw. im Nordwesten Transkaukasiens nur im Juni. Die Raupen findet man im Juli und August, vereinzelt auch im September. Die Unterart sheljuzkoi fliegt in zwei bis drei Generationen im Mai und Juli/August, gelegentlich auch noch im September.

### Nahrung der Raupen
Die Raupen ernähren sich von den krautigen Arten von Wolfsmilch (Euphorbia), im Süden Frankreichs von Nizza-Wolfsmilch (Euphorbia nicaeensis). Nachweise an Leinkräutern (Linaria) sind unrichtig.
Die Unterart orientalis frisst auf der Krim an Euphorbia petrophila und Euphorbia seguieriana, die Unterart sheljuzkoi ist an diversen Euphorbia-Arten nachgewiesen, in Jordanien an Euphorbia oxydonta.

## Natürliche Feinde
Zahlreiche Raupen fallen parasitoidisch lebenden Raupenfliegen (Tachinidae) zum Opfer; um welche Arten es sich handelt, ist jedoch nicht bekannt.